# Leo-Baeck-Preis
Der Leo-Baeck-Preis ist die höchste Auszeichnung des Zentralrats der Juden in Deutschland.
Gestiftet 1956, wird er seit 1957 in der Regel jährlich zur Erinnerung an den jüdischen Wissenschaftler und Rabbiner Leo Baeck vergeben. Mit diesem Preis werden Persönlichkeiten geehrt, die sich in hervorragender Weise für die jüdische Gemeinde in Deutschland eingesetzt haben. Der Leo-Baeck-Preis ist mit 10.000 € dotiert.

## Preisträger
- 1957: Peter Adler und Hermann Levin Goldschmidt
- 1958: Hans Günther Adler, Ernst Ludwig Ehrlich und Erwin Sylvanus
- 1959: Eleonore Sterling und Schalom Ben-Chorin
- 1960/1961: Karl Otten, Heinrich Strauss, Walter Kaufmann und Joseph Wulf
- 1962: David Baumgardt, Reinhold Mayer (1926–2016), Franz Rödel
- 1963: Hans-Joachim Herberg, Helmut Paul, Julius I. Löwenstein, Pnina Navé Levinson
- 1964: Konrad Schilling (Gesellschaft für Christlich-Jüdische Zusammenarbeit)[1]
- 1965: Ernst Blum (Jurist)
- 1966: Ludwig Wörl
- 1967: Charles H. Jordan (postum)
- 1970: Franz Böhm und Johannes Giesberts
- 1971: Rolf Vogel
- 1973: Hendrik George van Dam (postum)
- 1975: Jeanette Wolff
- 1977: Josef Neuberger (postum)
- 1980/1981: Bernhard Brilling, Anton Maria Keim und Robert Weltsch
- 1988/1989: Gisbert zu Putlitz und Gerhard Rau
- 1990: Heiner Lichtenstein
- 1992: Norddeutscher Rundfunk
- 1994: Richard von Weizsäcker
- 1995: Johannes Rau
- 1996: Tribüne. Zeitschrift zum Verständnis des Judentums, Otto R. Romberg
- 1997: Helmut Kohl
- 1998: Roman Herzog
- 1999: Berthold Beitz, Else Beitz
- 2000: Friede Springer
- 2001: Hans-Jochen Vogel[2]
- 2002: Iris Berben[3]
- 2003: Ralph Giordano
- 2004: Joschka Fischer für seine Verdienste im Nahost-Konflikt als Vermittlungspartner zwischen Palästinensern und Israelis.
- 2005: Peter Hommelhoff
- 2006: Hubert Burda
- 2007: Angela Merkel[4]
- 2009: Theo Zwanziger
- 2011: Christian Wulff
- 2013: Nikolaus Schneider
- 2015: Volker Beck
- 2018: Norbert Lammert
- 2019: Mathias Döpfner[5]
- 2022: Cem Özdemir
- 2024: Hans-Joachim Watzke[6][7][8][9]